# Nguyễn Văn Chiếu
Nguyễn Văn Chiếu (4 tháng 11 năm 1949 – 4 tháng 2 năm 2020, tên thánh: Phê-rô) là một võ sư người Việt Nam. Ông nguyên là Chánh Chưởng Quản Hội Đồng Võ Sư Chưởng Quản Môn phái Vovinam Việt Võ Đạo, được tấn phong đẳng cấp Bạch đai Chánh Chưởng Quản Môn phái Vovinam Việt Võ Đạo ngày 27 tháng 9 năm 2015. Ông cũng từng giữ chức vụ Trưởng phòng Thể dục Thể thao Quận 8, Thành phố Hồ Chí Minh.

## Tiểu sử
Thân phụ Nguyễn Văn Chiếu là ông Nguyễn Văn Ba (1926 – 29 tháng 7 năm 2014).
Nguyên quán của Nguyễn Văn Chiếu là huyện Long Hồ, tỉnh Vĩnh Long nhưng ông được sinh ra tại Sài Gòn. Ông còn có một người em. Gia đình ông là gia đình lao động nghèo.
Vào giữa năm 1965, 16 tuổi, Nguyễn Văn Chiếu bắt đầu tập Vovinam với võ sư Trịnh Ngọc Minh tại võ đường số 550 đường Trần hưng Đạo, quận 5, Sài Gòn. Sau đó ông tập dưới sự hướng dẫn của thầy Lê Sáng (chưởng môn phái Vovinam từ 1960 – 2010) tại Tổng cục Huấn luyện Vovinam Việt Võ Đạo tại số 31 đường Sư Vạn Hạnh, Quận 10, Thành phố Hồ Chí Minh.
Miệt mài tập luyện nên vào năm 1967, ông đã đến bậc võ sư tam đẳng huyền đai khi mới 18 tuổi.
Năm 1969, ông bắt đầu dạy Vovinam tại thành phố Quy Nhơn, tỉnh Bình Định, đất võ cổ truyền Việt Nam. Được sự ủng hộ của các võ sư võ cổ truyền Bình Định, sau 5 năm, ông đã mở được 12 võ đường khác nhau. Ở Bình Định, ông đã đào tạo được các học trò xuất sắc là các võ sư Đinh Văn Hòa, Trương Quang Bính, Đỗ Thị Ngọc Long, Nguyễn Thị Lạc.
Năm 1975, ông rời Quy Nhơn về lại Sài Gòn, làm một nhân viên ở phòng Thể dục thể thao của quận 8, một quận vùng ven Sài Gòn và nỗ lực vận động mở lớp dạy Vovinam vào cuối năm 1976.
Năm 1978, ông là người đầu tiên khôi phục Vovinam ở Thành phố Hồ Chí Minh sau ngày 30 tháng 4 năm 1975, khi đó thầy ông là võ sư chưởng môn Lê Sáng đang bị chính quyền đưa đi cải tạo (1975 – 1988).
Giữa tháng 12 năm 1978, chính quyền đã cho phép ông mở lớp Vovinam tại hồ bơi Hòa Bình tại Quận 8, Thành phố Hồ Chí Minh.
Nguyễn Văn Chiếu cũng có công lớn trong việc đưa Vovinam ra thế giới. Sau chuyến biểu diễn thành công tại Nga năm 1990, đến năm 1997, theo lời mời của các võ sinh tại Tây Ban Nha, ông bắt đầu ra nước ngoài dạy Vovinam. Chuyến đi lần ấy của võ sư Nguyễn Văn Chiếu đã mở đường cho hành trình chinh phục thế giới của Vovinam.
Thập niên 1990, ông giới thiệu, biểu diễn và truyền dạy Vovinam ở hơn 20 nước trên thế giới, bắt đầu từ Belarus (1990), Nga (1990), Tây Ban Nha (1997), Ý, Đức, Pháp, Mỹ, Bỉ, Ba Lan, Ấn Độ, Thái Lan, Singapore, Campuchia.
Ngày 27 tháng 9 năm 2010, chưởng môn Lê Sáng qua đời. Võ sư Nguyễn Văn Chiếu được bầu làm Chánh chưởng quản Hội đồng võ sư môn phái Vovinam – Việt Võ Đạo, mang Bạch đai từ ngày 27 tháng 9 năm 2015..
Tính đến khi qua đời, Nguyễn Văn Chiếu là võ sư có đẳng cấp Vovinam cao nhất Việt Nam, Hồng đai ngũ cấp (10 đẳng Vovinam quốc tế) (theo Trung tâm sách kỷ lục Việt Nam).
Ông nguyên là Chánh chưởng quản Hội đồng võ sư, Chưởng quản môn phái Vovinam, Phó chủ tịch Liên đoàn Vovinam thế giới (WVVF), Phó chủ tịch Liên đoàn Vovinam Việt Nam, Chủ tịch hội Việt Võ Đạo TP. HCM, Giám đốc kỹ thuật quốc tế.
Ông từng làm Trưởng Phòng Thể dục thể thao Quận 8, Thành phố Hồ Chí Minh.

## Qua đời
Ngày 4 tháng 2 năm 2020, võ sư Nguyễn Văn Chiếu qua đời tại Thành phố Hồ Chí Minh sau một thời gian chống chọi với bệnh tật, không lâu sau sinh nhật lần thứ 71.
Lễ nhập quan vào 15 giờ ngày 4 tháng 2 năm 2020 tại nhà riêng của ông ở Quận 8 Thành phố Hồ Chí Minh. Lễ động quan diễn ra vào 4 giờ 30 phút ngày 8 tháng 2, ngay sau đó, thi thể ông được hỏa táng và tro cốt được an táng tại nghĩa trang Đa Phước, huyện Bình Chánh, Thành phố Hồ Chí Minh.
Võ sư Nguyễn Văn Chiếu theo đạo Thiên Chúa giáo.

## Giải thưởng
- Huy chương vì sự nghiệp Thể dục thể thao do Tổng cục Thể dục Thể thao (Việt Nam) trao tặng năm 1997[3]

## Học vấn
- Cử nhân ngành Thể dục thể thao[3]

## Gia đình
Nguyễn Văn Chiếu lập gia đình với bà Trần Thị Thanh và có hai người con: một gái và một trai. Con gái (con đầu lòng) của ông tên là Nguyễn Thị Thanh Nhã, tức Thanh Nhã Berrier (mang quốc tịch Pháp), chồng là Francois Berrier người Pháp. Bà Nguyễn Thị Thanh Nhã là Tổng thư ký Liên đoàn Vovinam Châu Âu EVVF, Phó Tổng thư ký Liên đoàn Vovinam Thế giới WVVF. Con trai ông Nguyễn Văn Chiếu tên là Nguyễn Bình Định (sinh năm 1982), là một trong năm Công dân Trẻ tiêu biểu Thành phố Hồ Chí Minh năm 2010, Hồng Đai Nhất cấp Vovinam (5 Đẳng), hiện là Trưởng Bộ Môn Vovinam thuộc Sở Thể thao và Văn Hoá Thành phố Hồ Chí Minh, Tổng thư ký Liên đoàn Vovinam Việt Nam VVF, Phó Tổng thư ký Liên đoàn Vovinam Đông Nam Á SEAVF, Phó Tổng thư ký Liên đoàn Vovinam Thế giới WVVF .